# Фёдоровка (Шевченковская поселковая община)
Федоровка (укр. Федорівка) — село, 
Сподобовский сельский совет,
Шевченковский район,
Харьковская область.
Код КОАТУУ — 6325786003. Население по переписи 2001 года составляет 120 (56/64 м/ж) человек.

## Географическое положение
Село Федоровка находится в 1,5 км от правого берега реки Синиха.
На противоположном берегу реки расположено село Ивановка (Лесостенковский сельсовет, Купянский район).
На расстоянии в 4 км находится село Дуванка.

## История
- 1855 — дата основания.